# 約翰·克里斯多夫
山姆·尤德（英語：Sam Youd，1922年4月16日—2012年2月3日），筆名為約翰·克里斯多夫（英語：John Christopher），英國科幻小說、懸疑小說作家，為《三腳征服者》的作者，1971年，他获得守望奖，1976年，获得德国青少年文学奖。